# Mercedes (voornaam)
Mercedes is een van oorsprong Spaanse meisjesnaam. De naam is afgeleid van het Spaanse woord merced, dat "genade" of "barmhartigheid" betekent.
Mercedes is een epitheton voor Maria, de moeder van Jezus. Het gebruik van deze naam is ontstaan in een tijd waarin de naam Maria uit terughoudendheid nog niet als doopnaam werd gebruikt, maar men die toch wilde benaderen. De naam Mercedes is ontleend aan de rooms-katholieke feestdag Onze Lieve Vrouw van Barmhartigheid (Spaans: Nuestra Señora de la Merced), die op 24 september wordt gevierd.
In het normale spraakgebruik wordt de naam meestal afgekort tot Merce. In het Italiaans komt de naam voor als Mercede en in het Frans als Mercédès.

## Bekende naamdraagsters
- Mercedes Bunz (1971), Duitse journaliste
- Mercedes Gleitze (1900-1981), Britse lange-afstandzwemster
- Mercédès Jellinek (1889-1929), de naamgeefster van het Duitse automerk Mercedes
- Mercedes Kastner (1989), Amerikaanse actrice
- Mercedes Lackey (1950), Amerikaanse schrijfster
- Mercedes McCambridge (1916-2004), Amerikaanse actrice
- Mercedes McNab (1980), Canadese actrice
- Mercedes Paz (1966), Argentijnse tennisspeelster
- Mercedes Peris (1985), Spaanse zwemster
- Mercedes Ruehl (1948), Amerikaanse actrice
- Mercedes Sosa (1935-2009), Argentijnse zangeres
- Mercedes van Orleans (1860-1878), eerste echtgenote van koning Alfons XII van Spanje
- Mercedes Van Volcem (1971), Vlaamse politica

## Fictieve naamdraagsters
- Mercedes Herrera, een karakter uit de roman De Graaf van Monte Cristo van Alexandre Dumas
- Mercedes Jones, een karakter uit de Amerikaanse tv-serie Glee